# 八雲村 (京都府)
八雲村（やくもむら）は、京都府加佐郡にあった村。現在の舞鶴市の北西部、由良川の両岸、京都丹後鉄道宮豊線・東雲駅の周辺にあたる。

## 地理
- 河川：由良川

## 歴史
- 1928年（昭和3年）10月1日 - 丸八江村・東雲村が合併して発足。
- 1955年（昭和30年）4月20日 - 岡田上村・岡田中村・岡田下村・神崎村と合併して加佐町が発足。同日八雲村廃止。

## 交通

### 鉄道路線
- 日本国有鉄道
  - 宮津線（現・京都丹後鉄道宮豊線）
    - 東雲駅

### 道路
- 国道175号
- 国道178号